# Jelisaweta Schachatuni
Jelisaweta Awetowna Schachatuni (armenisch Ելիզավետա Շահխաթունի, russisch Елизавета Аветовна Шахатуни; * 7. Dezemberjul. / 20. Dezember 1911greg. in Jerewan, Gouvernement Eriwan, Russisches Kaiserreich, heute Armenien; † 28. Oktober 2011 in Kiew, Ukraine) war eine sowjetisch-ukrainische Luftfahrtingenieurin und Hochschullehrerin armenischer Herkunft.

## Leben
Schachatunis Vater Awetis Schachatunjan war ein transkaukasischer Politiker und einer der Ideologen der Armenischen Revolutionären Föderation. Ihre Mutter war Lehrerin. Nach dem Schulbesuch studierte Schachatuni zwei Jahre lang an der Ingenieursfakultät der Universität Jerewan.
1930 trat Schachatuni in das Moskauer Staatliche Luftfahrtinstitut (MAI) ein, wo sie sofort in den zweiten Jahreskurs aufgenommen wurde. Sie betätigte sich im Kreis der Segelflieger. Nach dem Studiumsabschluss 1935 begann sie in der Luftfahrtindustrie zu arbeiten.
1937 wurde Schachatuni im Moskauer Flugzeugwerk Iljuschin Spezialistin für Waffen und Ausrüstung. Wegen ihres Interesses an Festigkeitsberechnungen gab sie nach einem halben Jahr die Stelle auf und wechselte in ein kleines ziviles Segelflugzeugwerk in Tuschino, in dem sie bis 1939 arbeitete. Chefkonstrukteur war dort Oleg Konstantinowitsch Antonow, der 1938 in das Moskauer Konstruktionsbüro Jakowlew wechselte.
Als Antonow 1941 den Auftrag erhielt, in Kaunas in einer früheren Straßenbahnfabrik die Segelflugzeugproduktion zu organisieren, holte er neben anderen Schachatuni in sein Konstruktionsbüro. Noch vor Beginn des Deutsch-Sowjetischen Krieges heiratete er sie in zweiter Ehe. Nach Kriegsbeginn wurde das Konstruktionsbüro nach Moskau evakuiert, und Schachatuni wurde in dem Konstruktionsbüro Jakowlew angestellt, in dem sie bis 1945 arbeitete. Während des Krieges wurde ein Lastensegler gebaut und dann ein Doppeldecker-Schleppflugzeug für den Lufttransport gepanzerter Fahrzeuge. Schachatuni führte dafür die Festigkeitsberechnungen durch.
Nach dem Kriege wurde Antonow 1946 Chefkonstrukteur des Experimental-Konstruktionsbüros OKB-153 im Flugzeugwerk Nowosibirsk, wo er ein Flugzeug für die Landwirtschaft bauen sollte. In kurzer Zeit wurde der Doppeldecker SChA-1 gebaut, der ein Vorläufer der Antonow An-2 war. Die Festigkeitsberechnungen führte die von Schachatuni geleitete Abteilung durch.
Bald wurde das nun von Antonow geleitete OKB-153, das nach seinem Tod seinen Namen erhielt, nach Kiew verlagert, wo Militärtransport- und Passagierflugzeuge gebaut werden sollten. Schachatuni, die inzwischen Professorin und Doktorin der technischen Wissenschaften geworden war, leitete die Festigkeitsberechnungen. 1955 war die Antonow An-8 fertig (Erstflug 1956) und bald darauf die An-10 (Erstflug 1957). Ihr größter Erfolg war die Berechnung der Antonow An-22 (Erstflug 1965). Nach der Entwicklung der Lockheed C-5 (Erstflug 1968) in den USA wurde ein Flugzeug mit noch höherer Tragfähigkeit gefordert. 1982 fand der Erstflug der Antonow An-124 statt.
Beteiligt war Schachatuni auch an den Entwicklungen der Antonow An-14, An-24, An-26, An-32 u. a. Sie erfand ein Schweiß-Klebe-Verfahren, mit dem die Flugzeug-Lebensdauer deutlich erhöht wurde.
Neben ihrer Entwicklungsarbeit lehrte Schachatuni am Kiewer Institut für Zivilluftfahrtingenieure.
Schachatuni wurde nach einem armenischen Trauergottesdienst am 30. Oktober 2011 und einer Antonow-Trauerfeier am 31. Oktober auf dem Kiewer Berkowezkyj-Friedhof mit armenischer Erde begraben.

## Ehrungen, Preise
- Leninpreis (1962) für die Entwicklung der Antonow An-22[3]
- Antonow-Preis
- Leninorden
- Orden des Roten Banners der Arbeit
- Ehrenzeichen der Sowjetunion